# Cratere Tuag
Tuag  è un cratere sulla superficie di Europa.